# Bargłówka (województwo śląskie)
Bargłówka (niem. Barglowka, 1936–1945 Bergwalde) – wieś sołecka w Polsce położona w województwie śląskim, w powiecie gliwickim, w gminie Sośnicowice.
W latach 1975–1998 miejscowość administracyjnie należała do województwa katowickiego.

## Historia
Wieś Bargłówka powstała w 1719 roku.
W Księdze chrztów z kościoła NMP w Rudach z 1666 roku, widnieje nazwa Bargłówka.
Urbarium (Spis powinności chłopów wobec pana feudalnego) z roku 1640 wzmiankuje osadę Bargłówka.

## Edukacja
Przedszkola:
- Przedszkole w Bargłówce

Szkoły podstawowe:
- Szkoła podstawowa w Bargłówce